# ウード2世 (トロワ伯)
ウード2世（フランス語：Eudes II, 1040年ごろ - 1115年）は、トロワ伯およびモー伯（在位：1047年 - 1066年）、およびオマール伯（在位：1069年 - 1115年）。ウード3世ともいわれる。

## 生涯
ウードはトロワ伯エティエンヌ2世とアデルの息子である。父が死去した時ウードは幼少で、伯父ティボー3世がトロワ伯領の摂政となった。
1060年、ウードはノルマンディー公ロベール1世の娘でポンチュー伯・オマール領主アンゲラン2世およびランス伯ランベール2世の未亡人アデライードと結婚した。アンゲラン2世の一人娘アデライードが死去した後、母アデライード・ド・ノルマンディーが娘の領地の継承者となり、ウードはアデライードとの結婚を通して、妻の権利によりオマール伯となった。
妻アデライードはイングランド王ウィリアム1世の妹であり、ウードは義兄に従い1066年にノルマン・コンクエストに参加した。伯父ティボー3世はその間にウード2世のシャンパーニュの領地を奪った。ウィリアム1世はノルマン・コンクエストにおけるウードの奉仕に対し、ヨークシャーのホルダーネスをウードに与えたという。また別の説ではホルダーネスは1087年にウィリアム1世の妹アデライードに与えられ、ウードは妻の権利によりホルダーネス伯となったという。
ウードはアラン・ルーフスやポンチュー伯ロジェとともに、1088年の反乱の後にダラム城のギヨーム・ド・サン＝カレを包囲するためにイングランド王ウィリアム2世により派遣され、ギヨームの安全を保証した。
ウードは息子エティエンヌをイングランド王位につける陰謀に関与した。エティエンヌはイングランド王ウィリアム2世やノルマンディー公ロベール2世の従兄弟であった。エティエンヌはウィリアム2世の手の届かない所にいたため、裁判にはかけられなかった。ウードはこの共謀によりイングランドの領地を失ったが、ウィリアム2世の死の2年後にこれらの領地はエティエンヌに与えられた。

## 家族
ウードはアデライード・ド・ノルマンディーとの間に1男エティエンヌをもうけた。
1902年、リチャード・ラングリッシュはウードがアイルランドのル・グラス家の先祖であるという論文を発表した。これはレイモンド・フィッツジェラルド（1185/98年没）が家祖であるという説を修正するものであった。リチャード・ローチ（1970年）は以前の説を支持したが、M. T.・フラナガン（2004年）はレイモンド・フィッツジェラルドの嫡出子が確認できないことから、ローチの説に異議を唱えた。